# Вулька-Абрамовіцька
Вулька-Абрамовіцька (пол. Wólka Abramowicka) — село в Польщі, у гміні Ґлуськ Люблінського повіту Люблінського воєводства.
Населення — 341 особа (2011).

## Демографія
Демографічна структура станом на 31 березня 2011 року:
|          | Загалом | Допрацездатний вік | Працездатний вік | Постпрацездатний вік |
| -------- | ------- | ------------------ | ---------------- | -------------------- |
| Чоловіки | 171     | 31                 | 122              | 18                   |
| Жінки    | 170     | 34                 | 96               | 40                   |
| Разом    | 341     | 65                 | 218              | 58                   |